# Beit Liqya
Beit Liqya, en arabe : بيت لقيا, est une ville du gouvernorat de Ramallah et Al-Bireh en Palestine. Elle est située au centre de la Cisjordanie.
Selon le recensement du bureau central palestinien des statistiques, la localité compte une population de 9 304 habitants en 2017.